# شارنبک
شارنبک (به آلمانی: Scharnebeck) یک شهر در آلمان است که در لونبورگ واقع شده‌است. شارنبک ۳٬۱۹۵ نفر جمعیت دارد.